# Asellus Australis
Asellus Australis, eller Delta Cancri (δ Cancri, förkortat delta Cnc, δ Cnc) som är stjärnans Bayerbeteckning, är en orange jättestjärna belägen omkring 130 ljusår från solen i centrum av stjärnbilden Kräftan. Den befinner sig nära ekliptikan och kan ockulteras av månen och, mycket sällan, av någon av planeterna.

## Nomenklatur
Stjärnan har det traditionella namnet Asellus Australis som är latin för "södra åsnefölet ". År 2016 organiserade Internationella astronomiska unionen en arbetsgrupp för stjärnnamn (WGSN) med uppgift att katalogisera och standardisera egennamn för stjärnor. WGSN fastställde namnet Asellus Australis för denna stjärna den 6 november 2016 och det ingår nu i IAU Catalog of Star Names.
Asellus Australis har också det längsta av alla kända traditionella stjärnnamn, Arkushanangarushashutu, som användes av de gamla babylonierna och som betyder "den sydöstra stjärna i krabban".

## Observationer
Asellus Australis var del i den första dokumenterade ockultationen av Jupiter.
Stjärnan markerar också den välkända öppna stjärnhopen Praesepe (eller Bikupehopen, även känd som Messier 44). I forna tider användes M44 som en väderindikator.
Den fungerar vidare som en pålitlig vägvisare för att hitta den intensivt röda stjärnan X Cancri och markerar radianten för Delta Cancridernas meteorregn.
År 1876 föreslogs att Asellus Australis kunde ha en följeslagare.